# Nihonij
Nihonij je sintetični kemični element s simbolom Nh in atomskim številom 113. Je izredno radioaktiven; njegov najstabilnejši znani izotop, nihonij-286, ima razpolovno dobo približno 10 sekund. V periodnem sistemu je nihonij transaktinoidni element v p bloku. Je član 7. periode in 13. skupine (borova skupina).
O nihonijevi sintezi prvič leta 2003 poročala rusko-ameriška skupina na Združenem inštitutu za jedrske raziskave (JINR) v Dubni, Rusiji, leta 2004 pa skupina japonskih znanstvenikov pri RIKEN-u v Wakō, Japonska. V naslednjih letih so njihove trditve potrdili neodvisne skupine znanstvenikov, ki so delale v ZDA, Nemčiji, na Švedskem in na Kitajskem, pa tudi prvotni skupini v Rusiji in na Japonskem. Leta 2015 je Skupna delovna skupina IUPAC / IUPAP element prepoznala in Rikenu dodelila prednostno pravico odkritja in dovolila poimenovati element, saj je presodila, da so dokazali, da so element 113 opazili, še preden je to storila skupina JINR. Ekipa Riken je leta 2016 predlagala ime nihonij, ki je bilo odobreno istega leta. Ime izhaja iz skupnega japonskega imena za Japonsko (日本, Nihon, Nippon).
O nihoniju je zelo malo znanega, saj je bil narejen le v zelo majhnih količinah, ki propadejo v nekaj sekundah. Nenavadno dolgo življenje nekaterih supertežkih nuklidov, vključno z nekaterimi izotopi nihonija, je razloženih s teorijo "otoka stabilnosti". Eksperimenti podpirajo teorijo, saj se razpolovni časi potrjenih izotopov nihonija z dodajanjem nevtronov in približevanjem otoku povečujejo iz milisekund v sekunde. Izračunano je, da ima nihonij podobne lastnosti kot njegovi homologi bor, aluminij, galij, indij in talij. Vse razen bora so šibke kovine, nihonij pa naj bi bil tudi. Pokazati bi moral tudi nekaj večjih razlik od njih; na primer, nihonij bi moral biti bolj stabilen v oksidacijskem stanju +1 kot +3, podobno kot talij talij, v stanju +1 pa bi se moral nihonij obnašati bolj kot srebro ali astat kot pa talij. Predhodni poskusi leta 2017 so pokazali, da elementarni nihonij ni zelo hlapljiv, njegova kemija pa ostaja večinoma neraziskana.

## Uvod
Najtežja jedra nastanejo v jedrskih reakcijah, ki združijo dve drugi jedri neenake velikosti v eno; v grobem velja, da bolj, kot sta jedri glede na maso neenaki, večja je možnost, da bosta reagirali. Iz materiala iz težjih jeder se naredi tarča, ki jo nato bombardira snop lažjih jeder. Dve jedri se lahko združita v eno samo, če se dovolj približata; normalno se jedra (vsa pozitivno nabita) med seboj odbijajo zaradi elektrostatičnega odbijanja. Močna interakcija lahko to odbojnost premaga, vendar le na zelo kratki razdalji od jedra; jedra žarka se tako močno pospeši, da postane taka odbojnost nepomembna v primerjavi s hitrostjo jedra v snopu. Samo približevanje ni dovolj, da se dve jedri zlijeta: ko se dve jedri približata, običajno ostaneta skupaj približno 10−20 sekunde in se nato ločita (ne nujno v isti sestavi kot pred reakcijo), namesto da tvorita eno jedro. Če pride do fuzije, je začasna združitev, imenovana sestavljeno jedro, vzbujeno stanje. Da bi izgubilo energijo vzbujenja in doseglo stabilnejše stanje, se sestavljeno jedro razcepi ali izvrže enega ali več nevtronov, ki odnesejo odvečno energijo.
Žarek prehaja skozi tarčo in doseže naslednjo komoro – separator; če novo jedro nastane, potuje skupaj s tem žarkom. V separatorju se novo nastalo jedro loči od drugih nuklidov (prvotnega žarka in vseh drugih reakcijskih produktov) in prenese v pregradno-površinski detektor, ki jedro ustavi. Tam je zaznana natančna lokacija prihajajočega udarca na detektor; prav tako tudi njegova energija in čas prihoda. Prenos traja približno 10−6 sekunde; da jo lahko zazna, jedro med tem ne sme razpasti. Jedro se ponovno zabeleži, ko se zabeleži njegovo razpadanje in izmeri lokacija, energija in čas razpada.
Stabilnost jedra zagotavlja močna interakcija, vendar je njegov obseg zelo kratek; ko jedra povečamo, vpliv močne interakcije na najbolj oddaljene nukleone (protone in nevtrone) oslabi. Prav tako jedro raztrga elektrostatično odbijanje med protoni, saj ima neomejen domet. Za jedra najtežjih elementov je tako teoretično napovedan in doslej opazovan predvsem propad z razpadnimi načini, ki jih povzroča takšna odbijanje: alfa razpad in spontana cepitev; ti načini prevladujejo za jedra supertežkih elementov. Alfa razpadi so zaznani z oddajanjem alfa delcev, produkte razpada pa je enostavno določiti pred dejanskim razpadom; če takšno razpadanje ali niz zaporednih razpadov ustvari znano jedro, lahko prvotni produkt reakcije aritmetično določimo. Spontana cepitev proizvaja različna jedra kot produkte, zato prvotnega nuklida ni mogoče določiti od njegovih produktov.
Informacije, ki so na voljo fizikom, katerih namen je sintetizirati enega najtežjih elementov, so torej informacije, zbrane na detektorjih: lokacija, energija in čas prihoda delca na detektor ter podatki o njegovem razpadu. Fiziki analizirajo te podatke in skušajo ugotoviti ali jih je dejansko povzročil nov element in ali jih ni mogel povzročiti drugačen nuklid od tistega, katerega so iskali. Pridobljeni podatki pogosto ne zadoščajo za sklep, da je bil nov element vsekakor ustvarjen in če za opažene učinke ni druge razlage, so bile narejene napake pri interpretaciji podatkov.

## Zgodovina

### prve indikacije
Sinteze elementov od 107 do 112 so bile opravljene v Centru za raziskave težkih ionov GSI Helmholtz v Darmstadtu, Nemčija od leta 1981 do 1996. Ti elementi so bili narejeni z reakcijami hladne fuzije, pri katerih so bile tarče iz talija, svinca in bizmuta, ki so okoli stabilne konfiguracije 82 protonov, bile bombardirane s težkimi ioni iz elementov 4. periode. To je ustvarilo spojena jedra z nizko energijo vzbujenja zaradi stabilnosti tarčnih jeder, kar znatno poveča donos supertežkih elementov. Hladno fuzijo je leta 1974 z ekipo začel Yuri Oganessian na Združenem inštitutu za jedrske raziskave (JINR) v Dubni v Sovjetski zvezi. Ugotovljeno je bilo, da se donos iz reakcij hladne fuzije bistveno zmanjša z naraščanjem atomskega števila; nastala jedra so bila močno nevtronsko pomanjkljiva in kratkotrajna. Skupina pri GSI je poskušala sintetizirati element 113 s hladno fuzijo v letih 1998 in 2003 ter bombardirala bizmut-209 s cinkom-70; oba poskusa sta bila neuspešna. 
Zaradi te težave se je Oganessian in njegova ekipa na JINR ponovno preusmerili pozornost na starejšo tehniko vroče fuzije, pri kateri so težke aktinoidne tarče bombardirali z lažjimi ioni. Kalcij-48 je bil predlagan kot idealen izstrelek, saj je zelo lahek in bogat z nevtroni (v kombinaciji z že nevtronsko bogatimi aktinoidi) in bi zmanjšal nevtronsko pomanjkanje nastalih nuklidov. Ker je dvojno magičen, bi spojenim jedrom prinesel večjo stabilnost. V sodelovanju z ekipo iz Narodnega laboratorija Lawrence Livermore (LLNL) v Livermoreju v Kaliforniji v ZDA so poskusili pridobiti element 114 (za katerega so predvidevali, da je magično število, ki zapira protonsko lupino in je stabilnejše od elementa 113).
Leta 1998 je sodelovanje JINR–LLNL začelo svoj poskus na element 114 in bombardiral tarčo plutonija-244 z ioni kalcija-48:
244Pu + 48Ca → 292114* → 290114 + 2 1Nt + e− → 290113 + νe
Opazili so en sam atom, ki naj bi bil izotop 289114: rezultati so bili objavljeni januarja 1999. Kljub številnim poskusom ponovitve te reakcije, izotopa s temi lastnostmi razpada niso našli nikoli več in natančna potek dogodkov pri tej reakciji ni znan. Članek iz leta 2016 je menil, da je najverjetnejša razlaga rezultata iz leta 1998, da je proizvedeno jedro spojine oddalo dva nevtrona, kar je vodilo do 290Fl in zajetja elektrona do 290Nh, medtem ko je bilo več nevtronov v vseh drugih proizvedenih verigah. To bi bilo prvo poročilo o razpadajoči verigi izotopa nihonija, vendar to takrat še ni bilo prepoznano in dodelitev je še vedno negotova. Podobna stabilnost izotopov, ki jo je skupina JINR opazila marca 1999 pri reakciji 242Pu + 48Ca, je lahko posledica produkta tri zajetju ečektrona 287Fl, 287Nh; ta dodelitev izotopov je tudi okvirna. 

### Sodelovanje JINR–LLNL
Sedaj potrjeno odkritje elementa 114 se je zgodilo junija 1999, ko je skupina JINR ponovila prvo reakcijo 244Pu + 48Ca iz leta 1998; po tem je skupina JINR uporabila isto tehniko vroče fuzije za sintezo elementov 116 oziroma 118 v letih 2000 in 2002 z reakcijami 248Cm + 48Ca in 249Cf + 48Ca. Nato so se osredotočili na manjkajoče neparne elemente, saj bi lihi protoni in morebiti nevtroni ovirali razpad s spontano cepitvijo in povzročili daljše razpadne verige.
Prvo poročilo o elementu 113 je bilo avgusta 2003, ko je bil identificiran kot produkt alfa razpada elementa 115. Element 115 je bil izdelan z bombardiranjem tarče iz americija-243 z izstrelki kalcija-48. Sodelovanje JINR–LLNL je rezultate objavilo februarja 2004:
243Am + 48Ca → 291115* → 288115 + 3 n → 284113 + α
243Am + 48Ca → 291115* → 287115 + 4 n → 283113 + α
Opazili so še štiri alfa razpade, ki so se končali s spontano cepitvijo izotopov elementa 105, dubnija.

### Riken
Medtem ko je sodelovanje JINR-LLNL preučevalo fuzijske reakcije z 48Ca, je skupina japonskih znanstvenikov iz Centra za znanost, ki temelji na pospeševalnikih Riken Nishina v japonskem Wakōju pod vodstvom Kōsukeja Morite preučevala reakcije hladne fuzije. Morita je preučeval sintezo supertežkih elementov na JINR, preden je ustanovil svojo ekipo v Rikenu. Leta 2001 je njegova ekipa potrdila GSI-jeva odkritja elementov 108, 110, 111 in 112. Nato so poskusili narediti nov element 113 z isto reakcijo 209Bi + 70Zn, ki jo je GSI neuspešno poskusil leta 1998. Kljub pričakovanim precej nižjim donosom kot pri vroči fuziji tehnike JINR s kalcijem-48, se je ekipa Riken odločila za uporabo hladne fuzije, saj bi sintetizirani izotopi alfa razpadli znane hčerinske nuklide in odkritje naredili veliko bolj zanesljivo in ne bi potrebovali uporaba radioaktivnih tarč. V reakciji naj bi se še posebej ustvaril izotop 278113 in bi razpadel na znan 266Bh, ki ga je leta 2000 sintetizirala skupina iz Narodnega laboratorija Lawrence Berkeley (LBNL) v Berkeleyju.
Bombardiranje 209Bi s 70Zn se je v Riken-u začelo septembra 2003. Skupina je julija 2004 zaznala en sam atom 278113 in septembra objavila svoje rezultate:
209Bi + 70Zn → 279113* → 278113 + n
Skupina Riken je opazila štiri alfa razpade 278113, kar je ustvarilo razpadno verigo, ki je šla preko 274Rg, 270Mt in 266Bh, preden se je končala s spontano cepitvijo 262Db. Podatki o razpadu, ki so jih opazili pri alfa razpadu 266Bh, so se ujemali s podatki iz leta 2000, kar podpira njihovo trditev. Spontana cepitev njegovega produkta 262Db prej ni bila znana; ameriška ekipa je opazila le alfa razpad tega nuklida.

### Pot do potrditve
Ko se zahteva odkritje novega elementa, se Skupna delovna skupina (JWP) Mednarodne zveze za čisto in uporabno kemijo (IUPAC) in Mednarodne zveze za čisto in uporabno fiziko (IUPAP) sestane, da preuči trditve v skladu s svojimi merili za odkritje novega elementa in odloča o znanstveni prednosti in pravicah do poimenovanja elementov. V skladu z merili JWP mora odkritje dokazati, da ima element atomsko število, ki se razlikuje od vseh prej opaženih vrednosti. Po možnosti bi jo morali ponoviti tudi drugi laboratoriji, čeprav je bila ta zahteva opuščena, če so podatki zelo kakovostni. Tak prikaz mora določiti fizikalne ali kemične lastnosti novega elementa in ugotoviti, ali gre za lastnosti prej neznanega elementa. Glavni tehniki, ki se uporabljata za prikaz atomskega števila, so navzkrižne reakcije (ustvarjanje zahtevanih nuklidov kot staršev ali produktov drugih nuklidov, proizvedenih z drugačno reakcijo) in združevanje razpadnih verig na znane produkte. Pri JWP ima prednost pri potrditvi prednost pred datumom prvotne potrditve. Obe ekipi sta se s temi metodami odločili potrditi svoje rezultate.

#### 2004–2008
Junija 2004 in decembra 2005 je sodelovanje med JINR in LLNL okrepilo njihovo trditev o odkritju elementa 113 z izvajanjem kemijskih poskusov na 268Db, končnemu produkta razpada 288Mc. To je bilo dragoceno, saj prej ni bil znan noben nuklid v tej razpadajoči verigi, tako da njihova trditev ni bila podprta s prejšnjimi eksperimentalnimi podatki, kemično eksperimentiranje pa bi okrepilo primer njihove trditve, saj je znana kemija dubnija. Za 268Db je bilo uspešno identificirano z ekstrakcijo končnih produktov razpada, merjenjem aktivnosti spontane cepitve (SF) in s pomočjo kemijskih tehnik identifikacije, da se obnaša kot element 5. skupine (znano je, da je dubnij v 5. skupini). Tako razpolovna doba kot način razpada sta bila potrjena za predlagan 268Db, kar podpira dodelitev starševskega izotopa in produkta elementoma 115 oziroma 113. Nadaljnji poskusi na JINR leta 2005 so potrdili opažene podatke o razpadu.
Novembra in decembra 2004 je skupina Riken preučevala reakcijo 205Tl + 70Zn in usmerila snop cinkovih atomov na talij in ne na bizmut, da bi neposredno ustvarila 274Rg v navzkrižnem bombardiranju, saj gre za neposreden produkt 278113. Reakcija je bila neuspešna, saj je bila talijska tarča v primerjavi s pogosteje uporabljenimi tarčami svinca in bizmuta fizično šibka in se je zato znatno poslabšala in postala neenakomerno debela. Razlogi za to šibkost niso znani, saj ima talij višje tališče kot bizmut. Ekipa Riken je nato ponovila prvotno reakcijo 209Bi + 70Zn in aprila 2005 proizvedla drugi atom 278113 z razpadajočo verigo, ki se je ponovno končala s spontano cepitvijo 262Db. Podatki o razpadu so se nekoliko razlikovali od podatkov iz prve verige: to bi lahko bilo zato, ker je delček alfa pobegnil iz detektorja, ne da bi sprostil vso energijo ali ker so nekateri vmesni produkti razpada nastali v metastabilnih izomernih stanjih.
Leta 2006 je skupina v Raziskovalnem obratu za težke ione v Lanzhou-u na Kitajskem raziskala reakcijo 243Am + 26Mg in proizvedla štiri atome 266Bh. Vse štiri verige so se začele z alfa razpadom na 262Db; tri verige so se tam končale s spontano cepitvijo, kot pri 278113 verigah, opaženih pri Rikenu, medtem ko se je preostala nadaljevala s še enim alfa razpadom na 258Lr, kot v verigah 266Bh, opaženih pri LBNL.
Junija 2006 je sodelovanje JINR–LLNL trdilo, da je sintetiziralo nov izotop elementa 113 neposredno z bombardiranjem tarče neptunija-237 s pospešenimi jedri kalcija-48:
237Np + 48Ca → 285113* → 282113 + 3 1Nt
Odkrita sta bila dva atoma 282113. Cilj tega eksperimenta je bil sintetizirati izotope 281113 in 282113, kar bi zapolnilo vrzel med izotopi, ki nastanejo s toplo fuzijo ( 283113 in 284113) in hladno fuzijo ( 278 113). Po petih alfa razpadih bi ti nuklidi dosegli znane izotope lavrencija, ob predpostavki, da razpadne verige niso bile predčasno prekinjene s spontano cepitvijo. Prva razpadna veriga se je po štirih alfa razpadih končala s cepitvijo, ki naj bi izhajala iz 266Db ali njegovega produkta pri zajetju elektrona 266Rf. Spontane fisije v drugi verigi niso opazili niti po štirih alfa razpadih. Peti alfa razpad v vsaki verigi je bil lahko zgrešen, saj lahko 266Db teoretično prestane alfa razpad, v tem primeru bi se prva veriga razpada končala pri znanih 262Lr ali 262No, druga pa bi se lahko nadaljevala do znanega stabilnejšega 258Md, ki ima razpolovno dobo 51,5 dni, daljšega od trajanja poskusa: to bi pojasnilo pomanjkanje spontane cepitve v tej verigi. V odsotnosti neposrednega odkrivanja stabilnejših alfa razpadov te interpretacije ostajajo nepotrjene in še vedno ni znane povezave med kakršnimi koli težkimi nuklidi, ki nastanejo s toplo fuzijo in znanim glavnim delom tabele nuklidov. 

#### 2009–2015
JWP je leta 2011 objavil poročilo o elementih 113–116 in 118. Prepoznalo je sodelovanje med JINR-LLNL je prepoznalo kot odkritelje elementov 114 in 116, vendar ni sprejelo zahtevka nobene skupine elementa 113 in ni sprejelo zahtevkov JINR-LLNL za elemente 115 in 118. Zahtevek JINR–LLNL za elemente 115 in 113 je temeljil na kemijski identifikaciji njihovega produkta dubnija, vendar je JWP ugovarjal, da sedanja teorija ne more razlikovati med supertežkimi elementi 4. skupine in 5. skupine po njihovih kemijskih lastnostih z dovolj veliko verjetnostjo, da omogoča to dodelitev. Lastnosti razpada vseh jeder v razpadni verigi elementa 115 še niso bile opredeljene pred poskusi JINR, kar je po mnenju JWP na splošno "težavno, vendar ne nujno izključno" in z majhnim številom atomov, proizvedenih z niti znanimi produkti niti navzkrižne reakcije je JWP menil, da njihova merila niso bila izpolnjena. JWP ni sprejel zahtevka ekipe Riken zaradi neskladnosti podatkov o razpadu, majhnega števila proizvedenih atomov elementa 113 in pomanjkanja nedvoumnih povezav z znanimi izotopi.
Na začetku leta 2009 je ekipa Riken sintetizirala produkt razpada 266Bh neposredno v reakciji 248Cm + 23Na, da bi vzpostavila povezavo z 278113 kot navzkrižno bombardiranje. Ugotovili so tudi razvejani razpad 262Db, ki je včasih doživelo spontano cepitev, včasih pa že prej znan alfa razpad na 258Lr.
Konec leta 2009 je sodelovanje JINR–LLNL preučevalo reakcijo 249Bk + 48Ca, da bi proizvedli element 117, ki bi razpadel do elementov 115 in 113 ter v navzkrižni reakciji okrepili svoje trditve. Zdaj so se jim pridružili še znanstveniki iz Narodnega laboratorija Oak Ridge (ORNL) in Univerze Vanderbilt iz Tennesseeja v Združenih državah Amerike ki so pomagali pri pridobivanju redke in zelo radioaktivne tarče berkelija, potrebne za dokončanje JINR-jevih poskusov s kalcijem-48 za sintezo najtežjih elementov na periodnem sistemu. Sintetizirana sta bila dva izotopa elementa 117, ki sta razpadla do elementa 115 in nato elementa 113:
249Bk + 48Ca → 297117* → 294117 + 3 n → 290115 + α → 286113 + α
249Bk + 48Ca → 297117* → 293117 + 4 n → 289115 + α → 285113 + α
Proizvedena nova izotopa 285113 in 286113 se nista prekrivala s prej navedenimi 282113, 283113 in 284 13, zato te reakcije ni bilo mogoče uporabiti kot navzkrižno bombardiranje za potrditev trditve iz leta 2003 ali 2006.
Marca 2010 je ekipa Riken ponovno poskušala sintetizirati 274Rg neposredno z reakcijo 205Tl + 70Zn in z nadgrajeno opremo; spet jim ni uspelo in so opustili to pot navzkrižnega bombardiranja.
Po dodatnih 450 dneh obsevanja bizmuta s cinkovimi izstrelki je Riken avgusta 2012 proizvedel in identificiral še atome 278113. Čeprav so se cene električne energije po potresu in cunamiju leta 2011 v Tōhokuju zvišale in je Riken zaradi prihranjevanja denarja ukazal zaustavitev pospeševalnih programov, je Moritina ekipa lahko nadaljevala z enim poskusom in izbrala svoj poskus potrditve sinteze elementa 113. V tem primeru je bil opažen niz šestih alfa razpadov, kar je privedlo do izotopa mendelevija:
278113 → 274Rg + α → 270Mt + α → 266Bh + α → 262Db + α → 258Lr + α → 254Md + α
Ta razpadna veriga se je od prejšnjih opazovanj pri Rikenu razlikovala predvsem po načinu razpada 262Db, pri katerem je bilo prej opaženo, da je podvržen spontani cepitvi, vendar je v tem primeru razpadel z alfa razpadom; alfa razpad 262Db na 258Lr je dobro znan. Skupina je izračunala, da je verjetnost slučajnega naključja 10−28 ali popolnoma zanemarljiva. Nastali atom 254Md je nato zajel elektron do 254Fm, ki je v verigi razpadel s sedmim alfa razpadom na dolgoživ 250Cf, ki ima razpolovno dobo približno trinajst let.
Poskus 249Bk + 48Ca je bil ponovljen na JINR v letih 2012 in 2013 z doslednimi rezultati in ponovno na GSI leta 2014. Avgusta 2013 je skupina raziskovalcev z univerze Lund v Lundu na Švedskem in pri GSI sporočila, da je ponovila poskus 243Am + 48Ca iz leta 2003, kar potrjuje ugotovitve sodelovanja JINR-LLNL. Istega leta so na JINR ponovili poskus iz leta 2003, ki je zdaj ustvaril tudi izotop 289115, ki bi lahko služil kot navzkrižno bombardiranje za potrditev odkritja izotopa elementa 117, 293117, pa tudi njegovega produkta 285113 ter njegove razpadne verige. Potrditev 288115 in njegovih produktov je ekipa objavila pri LBNL leta 2015.

### Odobritev odkritij
Decembra 2015 je IUPAC objavil sklepe novega poročila JWP, v katerem je element 113 prejel Riken; elementi 115, 117 in 118 so bili podeljeni sodelovanjem z JINR. Skupna objava IUPAC in IUPAP za leto 2016 naj bi sovpadala z objavo poročil JWP, vendar se je zgolj IUPAC odločil za predčasno objavo, saj je novica o Rikenovi nagradi za element 113 pricurljala v japonske časopise. Skupina azijskih fizikov bi prvič v zgodovini imenovala nov element. JINR je ocenil, da je bila dodelitev elementa 113 podjetju Riken nepričakovana, pri čemer se je skliceval na lastno izdelavo elementov 115 in 113 iz leta 2003 ter opozoril na primere elementov 103, 104 in 105, kjer je IUPAC JINR-ju in LBNL-ju dodelil skupno priznanje. Izjavili so, da spoštujejo odločitev IUPAC-a, vendar so se vzdržali izražanja svojega stališča za uradno objavo poročil JWP.
Celotna poročila JWP so bila objavljena januarja 2016. JWP je priznal odkritje elementa 113 in podelilo prednost Riken-u. Opazili so, da medtem ko so bile posamezne energije razpada vsakega nuklida v razpadajoči verigi 278113 neskladne, je bila njihova vsota sedaj potrjena, da je skladna, kar močno nakazuje, da sta bili začetno in končno stanje 278113 in produkta 262Db enaka za vse tri dogodke. Že prej je bil znan razpad 262Db na 258Lr in 254Md, kar je trdno zasidralo razpadajočo verigo 278113 na znana območja tabele nuklidov. JWP je menil, da sodelovanja JINR–LLNL v letih 2004 in 2007, ko sta kot hčer elementa 115 proizvedla element 113, ne izpolnjujeta meril za odkritje, saj s križnim bombardiranjem niso prepričljivo določili atomskega števila svojih nuklidov, kar je bilo potrebno, ker njihove razpadne verige niso bile pritrjene na prej znane nuklide. Prav tako so menili, da prvi pomisleki JWP glede njihove kemijske identifikacije produkta dubnija niso ustrezno obravnavali. Skupina JWP je priznala sodelovanje JINR–LLNL–ORNL–Vanderbilt iz leta 2010 kot odkritelje elementov 117 in 115 in sprejela, da je bil element 113 proizveden kot njihova hči, vendar temu delu ni dala skupne zasluge.
Po objavi poročil JWP je Sergey Dimitriev, direktor laboratorija Flerov pri JINR, kjer so bila zabeležena odkritja, pripomnil, da je zadovoljen z odločitvijo IUPAC-a, pri čemer je omenil čas, ki ga je Riken preživel za svoj eksperiment in njihove dobre odnose z Morito, ki se je na JINR naučil osnov sinteze supertežkih elementov.
Argument vsote, ki ga je JWP navedel pri odobritvi odkritja elementa 113 je bil pozneje kritiziran v študiji maja 2016 z univerze Lund in GSI, saj je veljaven le, če vzdolž razpadajoče verige ne pride do razpada gama ali notranje pretvorbe, kar ni verjetno za neparna jedra. Negotovosti energij alfa razpada, izmerjenih v razpadni verigi 278113 niso bila dovolj majhna, da bi to možnost izključila. Če je temu tako, postane podobnost v življenju vmesnih produktov nesmiseln argument, saj imajo lahko različni izomeri istega nuklida različne razpolovne čase: na primer osnovno stanje 180Ta ima razpolovni čas nekaj ur, vendar vzbujenega stanja 180mTa še nikoli ni bilo opaziti, da propada. Ta študija je našla razlog za dvom in kritiziranje odobritve IUPAC glede odkritij elementov 115 in 117, vendar so bili podatki iz Rikena za element 113 skladni in podatki skupine JINR za elemente 115 in 113 so verjetno tudi bili takšni, s čimer IUPAC potrjuje odobritev odkritja elementa 113. Dva člana skupine JINR sta junija 2017 objavila članek v reviji, s katerim sta ovrgla te kritike proti skladnosti njihovih podatkov o elementih 113, 115 in 117 junija 2017.

### Poimenovanje
Z uporabo Mendelejeveve nomenklature za neimenovane in neodkrite elemente bi moral biti nihonij znan kot eka-talij. Leta 1979 je IUPAC objavil priporočila, v skladu s katerimi naj bi se element imenoval ununtrij (z ustreznim simbolom Uut ), tj. sistematično ime elementa kot nadomestno ime, dokler se odkritja elementa ne potrdi in se določi stalnega imena. Priporočila so se pogosto uporabljala v kemijski skupnosti na vseh ravneh, od učilnic kemije do poglobljenih učbenikov, vendar so bila večinoma prezrta med znanstveniki s tega področja, ki so elemet poimenovali "element 113", s simbolom E113, (113) ali celo preprosto 113 . 
Pred priznanjem njihove prednostne naloge s strani JWP je japonska ekipa neuradno predlagala različna imena: japonij po svoji državi; nišinanij, po japonskem fiziku Yoshiju Nishini, ki velja za »ustanovnega očeta raziskav moderne fizike na Japonskem«; in rikenij, po inštitutu. Po priznanju se je ekipa Riken februarja 2016 zbrala, da se je odločila za ime. Morita je izrazil željo, da bi ime počastilo dejstvo, da je bil element 113 odkrit na Japonskem. Predvideli so japonij, zaradi česar bi bilo povezavo z Japonsko lažje prepoznati za tujce, vendar je bil zavrnjen, saj ima Jap druge pomene. Ime nihonij je bilo izbrano po eni uri premisleka: izhaja iz nihon (日本) , enega od dveh japonskih izgovorov za ime Japonska. Odkritelji so se nameravali sklicevati tudi na podporo Japoncev za možnost izvedbe svojih raziskav (Riken je bil skoraj v celoti vladno financiran), povrnili izgubljeni ponos in zaupanje v znanost med tistimi, ki jih je prizadela jedrska katastrofa Fukushima Daiichi, in v čast japonskemu kemika odkritju Masataka Ogawe leta 1908, ko je odkril renij, ki ga je po drugi japonski izgovorjavi japonskega imena poimenoval "niponij" s simbolom Np. Ker Ogawina trditev ni bila sprejeta, imena "niponij" ni bilo mogoče ponovno uporabiti za nov element, njegov simbol Np pa se je od takrat uporabljal za neptunij. Marca 2016 je Morita IUPAC-u predlagal ime "nihonij" s simbolom Nh. Poimenovanje je uresničilo tisto, kar so bile sanje japonske znanosti vse od Ogavine trditve.
Nekdanja predsednica IUPAP Cecilia Jarlskog se je junija 2016 na Nobelovem simpoziju o supertežkih elementih v gradu Bäckaskog na Švedskem pritožila zaradi pomanjkanja odprtosti v postopku odobritve novih elementov in izjavila, da verjame, da je delo JWP pomanjkljivo in bi ga moral novi JWP obnoviti. Raziskava fizikov je ugotovila, da so mnogi menili, da so bile kritike Lunda–GSI 2016 glede poročila JWP utemeljene, vendar bi zaključki bili enaki, če bi bilo delo ponovljeno, novi predsednik Bruce McKellar pa je presodil, da je predlagana imena treba objaviti v skupnem sporočilu za javnost IUPAP-a–IUPAC-a. Tako sta IUPAC in IUPAP junija objavila predlog nihonija in določila petmesečni rok za zbiranje komentarjev, nato pa bi bilo ime uradno določeno na konferenci. Ime je bilo uradno odobreno novembra 2016. Slovesnost poimenovanja novega elementa je bila marca 2017 v Tokiu na Japonskem, navzoči pa je bil Naruhito, takratni Japonski prestolonaslednik.

## Izotopi
Nihonij nima stabilnih ali naravnih izotopov. V laboratoriju je bilo sintetiziranih več radioaktivnih izotopov, bodisi z zlivanjem dveh atomov bodisi z opazovanjem razpada težjih elementov. Poročali so o osmih različnih izotopih nihonija z atomskimi masami 278, 282–287 in 290 (287Nh in 290Nh nista potrjeni); vsi propadajo z alfa razpadom do izotopov rentgenija; obstajajo znaki, da lahko nihonij-284 razpade tudi z zajetjem elektrona v kopernicij-284.

### Stabilnost in razpolovni časi
Stabilnost jeder se hitro zmanjša s povečanjem atomskega števila po kiriju, elementu 96, katerega razpolovni čas je več kot deset tisočkrat daljši od katerega koli naslednjega elementa. Vsi izotopi z atomskim številom nad 101 razpadejo z razpolovnimi časi manj kot 30 ur: to je zaradi vedno večjega Coulomovega odbijanja protonov, tako da močna jedrska sila ne more dolgo držati jedra skupaj pred spontano cepitvijo. Izračuni kažejo, da v odsotnosti drugih stabilizirajočih dejavnikov ne bi smeli obstajati elementi z več kot 103 protoni. Raziskovalci v šestdesetih letih so predlagali, da bi zaprte jedrske lupine okoli 114 protonov in 184 nevtronov morale preprečiti to nestabilnost in ustvariti "otok stabilnosti", ki bi vseboval nuklide z razpolovno dobo, ki doseže tisoče ali milijone let. Obstoj otoka še vedno ni dokazan, vendar obstoj supertežkih elementov (vključno z nihonijem) potrjuje, da je stabilizacijski učinek resničen in na splošno znani supertežki nuklidi postanejo stabilnejši, ko se približajo predvideni lokaciji otoka.
Vsi izotopi nihonija so nestabilni in radioaktivni; težji izotopi nihonija so stabilnejši od lažjih, saj so bližje središču otoka. Najstabilnejši znani izotop nihonija, 286Nh, je tudi najtežji; razpolovna doba je 8 sekund. Poročali so tudi, da imajo izotopi 285Nh in nepotrjena 287Nh in 290Nh razpolovni čas več kot sekundo. Izotopi 284Nh in 283Nh imajo razpolovni čas 1 in 0,1 sekunde. Preostala dva izotopa imata razpolovni čas med 0,1 in 100 milisekundami: razpolovna doba 282Nh je 70 milisekund in 278Nh, najlažji znani izotop nihonija, ima tudi najmanj stabilen z razpolovno doba 1,4 milisekunde. To hitro povečanje razpolovnih časov blizu polne nevtronske lupine pri N = 184 je opaziti v rentgeniju, koperniciju in Nihoniju (elementi od 111 do 113), kjer vsak dodani nevtron doslej razpolovni čas pomnoži s faktorjem 5 do 20.

## Predvidene lastnosti
Izmerjenih je bilo zelo malo lastnosti nihonija ali njegovih spojin; to je posledica izredno omejene in drage proizvodnje ter dejstva, da zelo hitro razpada. Lastnosti nihonija večinoma ostajajo neznane in na voljo so le napovedi.

### Fizikalne in atomske
Nihonij je prvi član elementov bloka 7p in najtežji element 13. skupine v periodnem sistemu, pod borom, aluminijem, galijem, indijem in talijem. Vsi elementi 13. skupine, razen bora, so kovine, temu naj bi sledil tudi nihonij. Nihonij naj bi pokazal številne razlike od svojih lažjih homologov. Glavni razlog za to je interakcija med spinom in tirom (SO), ki je še posebej močna pri težkih elementih, saj se njihovi elektroni gibljejo veliko hitreje kot pri lažjih atomih (s hitrostmi, primerljivimi s svetlobno hitrostjo). Pri atomih livermorija interakcija zniža ravni energije elektronov 7s in 7p (jih stabilizira), vendar sta dve od 7p ravni energije elektronov bolj stabilizirani kot preostale štiri. Stabilizaciji 7s elektronov pravimo učinek inertnega para, učinek, ki "pretrga" podlupino 7p v bolj stabilizirane in manj stabilizirane dele, pa se imenuje delitev podlupine. Računski kemiki vidijo delitev kot spremembo drugegega (azimutnega) kvantega števila l od 1 do 1/2 in 3/2 za bolj stabilne in manj stabilne dele 7p podlupine, in sicer: podlupina 7p1/2 deluje kot drugi inertni par, čeprav ne tako inerten kot elektrona v 7s, medtem ko lahko podlupina 7p3/2 zlahka sodeluje v kemiji. Za številne teoretične namene je lahko valenčna elektronska konfiguracija prikazana tako, da odraža delitev podpuline 7p kot 7s2 7p1/21. Prva ionizacijska energija nihonija naj bi bila 7,306 eV, najvišja med kovinami 13. skupine. Podobna delitev podlupine bi morala obstajati tudi za 6d ravni elektronov, pri čemer so štiri 6d3/2 in šest 6d5/2. Obe ravni sta dvignjeni tako, da sta po energiji blizu sedmim, dovolj visoko, da sta lahko kemično aktivni. To bi omogočilo možnost eksotičnih nihonijevih spojin brez lažjih analogov 13. skupine.
Trendi v periodnem sistemu bi napovedovali, da ima nihonij atomski radij večji od radija talija, ker je eno periodo nižje po periodičnem sistemu, vendar izračuni kažejo, da ima nihonij atomski radij približno 170 pm, enako kot talij, zaradi relativistične stabilizacije in krčenja njegovih 7s in 7p1/2 orbital. Tako naj bi bil nihonij veliko gostejši od talija, s predvideno gostoto približno 16 do 18g/cm3 v primerjavi s talijevo 11,85 g/cm3, saj so atomi nihonija težji od atomov talija, vendar imajo enako prostornino. Nihonij naj bi imel šestkotno gosto zloženo kristalno strukturo, kot talij. Tališče in vrelišče nihonija naj bi bila 430 °C in 1100 °C, nad trendi presegajo tudi vrednosti za galij, indij in talij. Nihonij bi moral imeti stisljivostni modul 20,8 GPa, približno polovico talijevega (43 GPa). 

### Kemične
Kemija nihonija naj bi se zelo razlikovala od kemije talija. Ta razlika izhaja iz dejstva, da interakcija med spinom in tirom razdeli lupino 7p, kar posledično uvršča nihonij med dva relativno inertna elementa s polno lupino (kopernicij in flerovij), kar so do sedaj edinstvene razmere v periodnem sistemu. Pričakuje se, da bo nihonij manj reaktiven kot talij zaradi večje stabilizacije in posledične kemijske inaktivnosti 7s podlupine v primerjavi s 6s lupino v taliju. Standardni potencial elektrode za par Nh+/Nh naj bi bil 0,6 V. Nihonij bi moral biti precej žlahtna kovina.
Kovinski elementi 13. skupine običajno imajo dve oksidacijski stanji: +1 in +3. Prvi je posledica vpletenosti samo enega p elektrona v vezi, drugi pa vključitve vseh treh valenčnih elektronov, dveh v s-podlupini in enega v p-podlupini. Ko se spuščamo po skupini, se energije vezi zmanjšujejo in stanje +3 postane manj stabilno, saj energija, ki se sprosti pri tvorbi dveh dodatnih vezi in doseganju stanja +3, ni vedno dovolj, da odtehta energijo, potrebno za vključitev s elektronov. Tako je za aluminij in galij +3 najbolj stabilno stanje, vendar +1 dobiva pomembnost za indij in s talijem postane stabilnejši od stanja +3. Nihonij naj bi nadaljeval ta trend in imel +1 kot najbolj stabilno oksidacijsko stanje. 
Najenostavnejša nihonijeva spojina je monohidrid, NhH. Vez zagotavlja 7p1/2 elektron nihonija in 1s elektrona vodika. Interakcija SO povzroči, da se vezna energija nihonijevega monohidrida zmanjša za približno 1 eV in krajšanje dolžine vezi nihonij-vodik zaradi relativističnega krčenja orbitale 7p1/2. To je edinstveno med monohidridi 7p elementov; vsi ostali imajo namesto krčenja relativistično razširitev dolžine vezi. Drug učinek interakcije SO je, da naj bi imela vez Nh–H pomemben pi vezni značaj (bočno prekrivanje orbital), za razliko od skoraj čiste sigma vezi (čelno orbitalno prekrivanje) v talijevem monohidridu (TlH). Moral bi obstajati tudi analogni monofluorid (NhF). Nihonij(I) naj bi bil bolj podoben srebru(I) kot taliju(I): Nh+ ion naj bi bolj voljno vezal anione, zato bi moral biti NhCl precej topen v presežku klorovodikove kisline ali amoniaka ; TlCl ni. V nasprotju s Tl+, ki v raztopini tvori močno bazični hidroksid (TlOH), bi moral kation Nh+ hidrolizirati vse do amfoternega oksida Nh2O, ki bi bil topen v raztopini amoniaka in slabo topen v vodi. 
Pričakuje se, da bo adsorpcijsko vedenje nihonija na zlatih površinah v termokromatografskih poskusih bližje astatu kot taliju. Destabilizacija podlupine 7p3/2 dejansko vodi do zapiranja valenčne lupine pri konfiguraciji 7s2 7p2 in ne pri pričakovani konfiguraciji 7s2 7p6 s stabilnim oktetom. Kot tak lahko nihonij, tako kot astat, štejemo, da mu do polne lupine manjka en p-elektron. Čeprav je nihonij v 13. skupini ima več lastnosti podobnim elementom 17. skupine (Tenes v skupini 17 ima nekatere lastnosti, podobne 13. skupini, saj ima tri valenčne elektrone zunaj zaprte lupine 7s2 7p2.) Pričakuje se, da bo Nihonij lahko dobil elektron, da bo dosegel to konfiguracijo z zaprto lupino, in tako tvoril −1 oksidacijsko stanje, tako kot halogeni (fluor, klor, brom, jod in astat). To stanje bi moralo biti stabilnejše kot pri taliju, saj je delitev SO 7p podlupine večja kot pri 6p podlupini. Nihonij bi moral biti najbolj elektronegativen od kovinskih elementov 13. skupine, celo bolj elektronegativen kot tenes, kongenerja halogenov v sedmi periodi: v spojini NhTs naj bi bil negativni naboj na atomu nihonija in ne na atomu tenesa. Oksidacijsko stanje −1 bi moralo biti stabilnejše za nihonij kot za tenes. Izračunano je, da je elektronska afiniteta nihonija približno 0,68 eV, večja od talijeve, ki je 0,4 eV; tenes naj bi imel 1,8 eV, najnižje v svoji skupini. Teoretično se predvideva, da bi moral nihonij imeti sublimacijsko entalpijo okoli 150 kJ/mol in entalpijo adsorpcije na površini zlata okoli −159 kJ/mol.
3 is predicted to be T-shaped.V vezi Nh–Au se pričakuje znatno sodelovanje orbitale 6d, čeprav naj bi bila bolj nestabilna kot vez Tl–Au in to v celoti zaradi magnetnih interakcij. To odpira možnost, da ima nihonij nekaj lastnosti prehodnih kovin. Na podlagi majhne energetske vrzeli med elektroni 6d in 7s so za nihonij predlagana višja oksidacijska stanja +3 in +5. Nekatere enostavne spojine z nihonijem v oksidacijskem stanju +3 naj bi bile trihidrid (NhH3), trifluorid (NhF3) in triklorid (NhCl3). Te molekule naj bi bile v obliki črke T in ne trikotno planarne kot njihovi borovi analogi: to je posledica vpliva 6d5/2 elektronov na vez. Težji nihonijev tribromid (NhBr3) in trijodid (NhI3) sta trikotno planarna zaradi povečanega steričnega odbijanja med perifernimi atomi; v skladu s tem ne kažejo pomembne 6d vpletenosti v njihovo vezavo, čeprav velika energijska vrzel 7s–7p pomeni, da kažejo zmanjšano hibridizacijo sp2 v primerjavi z njihovimi analogi bora.
Vezi v lažjih molekulah NhX3 lahko obravnavamo kot tiste v linearnem NhX+
2  (podobno kot HgF2 ali AuF−
2) z dodatno vezjo Nh–X, ki vključuje 7p orbitalo nihonija, pravokotno na druga dva liganda. Vse te spojine naj bi bile zelo nestabilne za izpustitev X2 in redukcijo v nihonij(I):
NhX 3 → NhX + X 2
Nihonij tako nadaljuje trend, da se navzdol 13. skupine zmanjšuje stabilnost oksidacijskega stanja +3, saj ima vseh pet spojin nižje reakcijske energije kot neznani talijev(III) jodid. Stanje +3 je za talij stabilizirano v anionskih kompleksih, kot je TlI−
4 in prisotnost morebitnega praznega koordinacijskega mesta pri lažjih nihonijevih trihalidih v obliki črke T se pričakuje, da se omogoči podobna stabilizacija in tako nastane NhF−
4 in morda NhCl−
4 .
Oksidacijsko stanje +5 ni znano pri vseh lažjih elementih 13. skupine: izračuni napovedujejo, da bi morala imeti nihonijev pentahidrid (NhH5) in pentafluorid (NhF5) kvadratno piramidalno molekularno geometrijo, hkrati pa bi bila oba zelo termodinamično nestabilna zaradi izpusta molekule X2 in redukcije v nihonij(III). Kljub svoji nestabilnosti je možen obstoj nihonijevega pentafluorida v celoti posledica relativističnih učinkov, ki omogočajo, da 6d elektroni sodelujejo v vezi. Spet se pričakuje nekaj stabilizacije za anionske komplekse, kot je NhF−
6. Molekulske strukture nihonijevega trifluorida in pentafluorida so enake tistim za klorov trifluorid in pentafluorid.

## Eksperimentalna kemija
Kemijske značilnosti nihonija še niso bile nedvoumno določene. Izotopi 284Nh, 285Nh in 286Nh imajo razpolovne dobe, ki so dovolj dolge za kemijske raziskave Od leta 2010 do 2012 so na JINR izvedli nekaj predhodnih kemijskih poskusov, da bi ugotovili hlapnost nihonija. Raziskan je bil izotop 284Nh, narejen kot produkt 288Mc, proizvedenega v reakciji 243Am + 48Ca. Atomi nihonija so bili sintetizirani v odbojni komori in nato prepeljani vzdolž kapilar politetrafluoroetilena (PTFE) pri 70 °C z nosilnim plinom do z zlatom prekritih detektorjev. Nastalo je približno deset do dvajset atomov 284Nh, vendar detektorji niso registrirali nobenega od teh atomov, kar kaže na to, da je bil nihonij v hlapljivosti podoben žlahtnim plinom (in je zato prehitro razpršen, da bi ga bilo mogoče zaznati) ali, bolj verjetno, da čisti nihonij ni bil zelo hlapljiv in zato ni mogel učinkovito prehajati skozi PTFE kapilare. Tvorba hidroksida NhOH bi morala olajšati transport, saj naj bi bil nihonijev hidroksid bolj hlapljiv kot elementarni nihonij, to reakcijo pa bi lahko olajšali z dodajanjem več vodne pare v nosilni plin. Zdi se verjetno, da ta formacija ni kinetično naklonjena, zato sta bila dolgotrajnejša izotopa 285Nh in 286Nh bolj zaželena za prihodnje poskuse.
Eksperiment iz leta 2017 na JINR, ki je proizvedel 284Nh in 285Nh z reakcijo 243Am + 48Ca kot produkta 288Mc in 289Mc, se je tej težavi izognil z odstranitvijo kremenove površine z uporabo samo PTFE. Po kemičnem ločevanju niso opazili atomov nihonija, kar pomeni nepričakovano veliko zadrževanje atomov nihonija na površinah PTFE. Ta eksperimentalni rezultat za mejo interakcije atomov nihonija s površino PTFE (−ΔHPTFE
ads(Nh) > 45 kJ/mol) nasprotuje prejšnji teoriji, ki je pričakovala nižjo vrednost 14,00 kJ/mol. To kaže na to, da vrste nihonija, vključene v prejšnji poskus, verjetno niso bile elementarni nihonij, temveč nihonijev hidroksid in da bi bile za nadaljnjo preučitev vedenja elementarnega nihonija potrebne visokotemperaturne tehnike, kot je vakuumska kromatografija. Brom, nasičen z borovim tribromidom, je predlagan kot nosilni plin za poskuse na področju kemije nihonija; ta oksidira nihonijevega lažjega kongenerja talija v talij(III), kar zagotavlja pot za raziskovanje oksidacijskih stanj nihonija, podobno kot v prejšnjih poskusih na bromidih elementov 5. skupine, vključno s supertežkim dubnijem.